# Lewis Miley
Lewis Miley (Stanley, County Durham, Reino Unido, 1 de mayo de 2006) es un futbolista británico. Juega como centrocampista en el Newcastle United de la Premier League de Inglaterra. Además, Miley es internacional con la Selección de Fútbol de Inglaterra Sub-19.

## Trayectoria

### Newcastle United
A la edad de siete años Lewis Miley entró en las categorías inferiores del Newcastle United y en el año 2022 firmó su primer contrato como profesional, consiguiendo así ascender con el primer equipo.
El 28 de mayo de 2023 hizo su debut oficial ante el Chelsea, sustituyendo en el minuto 76 a Elliot Anderson. 
Con 17 años y 27 días se convirtió en el futbolista más joven en debutar con el Newcastle en un partido de la Premier League y el segundo más joven de la historia del club en debutar en un partido oficial, solo por detrás de Steve Watson.
En julio de 2023 fue llamado por Eddie Howe para realizar la pretemporada con el primer equipo en Estados Unidos. Sus buenas actuaciones le valieron para entrar en la dinámica del primer equipo de cara a la temporada 2023-24.
El 27 de septiembre disputó su primer partido como titular ante el Manchester City en la tercera ronda de la EFL Cup y, el 7 de noviembre, debutó en la Liga de Campeones de la UEFA ante el Borussia Dortmund, convirtiéndose así en el futbolista del Newcastle United más joven en debutar en competiciones europeas, superando a Adam Campbell por 46 días. Cuatro días más tarde debutaría como titular en un partido de Premier League ante el AFC Bournemouth.
Debido a la cantidad de lesiones que se presentaron en el club en aquel momento, Howe tomó la decisión de que Miley fuese titular durante las siguientes jornadas. 
Con 17 años y 208 días se convirtió en el sexto jugador más joven en dar una asistencia en la Premier League y el tercer futbolista inglés más joven en debutar como titular en Liga de Campeones, por detrás de Jude Bellingham y Phil Foden. También fue el futbolista inglés más joven en dar una asistencia en competiciones europeas con un club británico.
Su primer gol con los Geordies llegó el 16 de septiembre de 2023 en un partido de Premier League ante el Fulham, convirtiéndose así en el jugador más joven de la historia del club en marcar un gol en un partido oficial.

## Selección nacional
Debutó con la selección de fútbol sub-17 de Inglaterra el 23 de septiembre de 2022 en un partido amistoso ante la selección sub-17 de República Checa.
Disputó el Campeonato Nórdico Sub-17 cuyo gol ante Finlandia ayudó a la clasificación de su selección para el Campeonato Europeo Sub-17 de la UEFA 2023, aunque finalmente no fue convocado debido a que Eddie Howe, entrenador del Newcastle United, lo incluyó en su lista para disputar los últimos partidos de la Premier League.
El 6 de septiembre de 2023 debutó con la selección Sub-19 en un amistoso ante la Selección de Fútbol de Alemania.

## Estadísticas

### Clubes
Actualizado al último partido disputado el 16 de marzo de 2024.
| Club | Div.          | Temporada     | Liga nacional(1) | Liga nacional(1) | Liga nacional(1) | Copas nacionales(2) | Copas nacionales(2) | Copas nacionales(2) | Torneos internacionales(3) | Torneos internacionales(3) | Torneos internacionales(3) | Total | Total | Total  | Media goleadora |
| Club | Div.          | Temporada     | Part.            | Goles            | Asist.           | Part.               | Goles               | Asist.              | Part.                      | Goles                      | Asist.                     | Part. | Goles | Asist. | Media goleadora |
| --- | ------------- | ------------- | ---------------- | ---------------- | ---------------- | ------------------- | ------------------- | ------------------- | -------------------------- | -------------------------- | -------------------------- | ----- | ----- | ------ | --------------- |
| Newcastle United F. C. Inglaterra | 1.ª           | 2022-23       | 1                | 0                | 0                | 0                   | 0                   | 0                   | 0                          | 0                          | 0                          | 1     | 0     | 0      | 0               |
| Newcastle United F. C. Inglaterra | 1.ª           | 2023-24       | 17               | 1                | 3                | 6                   | 0                   | 0                   | 3                          | 0                          | 1                          | 26    | 1     | 4      | 0.09            |
| Newcastle United F. C. Inglaterra | Total club    | Total club    | 18               | 1                | 3                | 6                   | 0                   | 0                   | 3                          | 0                          | 1                          | 27    | 1     | 4      | 0.08            |
| Total carrera | Total carrera | Total carrera | 18               | 1                | 3                | 6                   | 0                   | 0                   | 3                          | 0                          | 1                          | 27    | 1     | 4      | 0.08            |
| (1)Incluye datos de la Premier League (2)Incluye datos de la Copa de la Liga de Inglaterra, FA Cup y Community Shield (3)Incluye datos de la Liga de Campeones de la UEFA |               |               |                  |                  |                  |                     |                     |                     |                            |                            |                            |       |       |        |                 |

## Palmarés

### Títulos nacionales
| Título          | Club                   | País       | Año  |
| --------------- | ---------------------- | ---------- | ---- |
| Copa de la Liga | Newcastle United F. C. | Inglaterra | 2025 |

## Vida personal
Lewis Miley es nativo de Stanley, en el Condado de Durham. Desde su infancia se ha declarado aficionado del Newcastle United. Lewis es hermano de Jamie Miley, quien también es jugador de las inferiores del club y es dos años mayor que él.